# James Burnett
James Burnett, lord Monboddo (ur. w październiku lub listopadzie 1714, zm. 26 maja 1799 w Edynburgu) – szkocki prawnik, językoznawca, jeden z pionierów antropologii, badacz początków języka i społeczeństwa.
Przewidział zasady darwinizmu. Największym dziełem Burnetta była sześciotomowa praca pt. O pochodzeniu i postępie języka (1773–1792), zawierający informacje na temat obyczajów i zwyczajów ludów prymitywnych. Burnett wiązał człowieka z orangutanem (w oświeceniowej Europie utożsamianej ze stworzeniem, utożsamianej z prawie-człowiekiem, a nie rodzajem małp pongo). Głosił, że skoro oświeceniowi intelektualiści uznawali za człowieka dzikie dziecko Piotra z Hanoweru, tak za ludzi powinno uznać się również nieposługujące się językiem orangutany, mogące tworzyć zalążki społeczeństwa. W przeciwieństwie do Henry’ego Home’a, lorda Kamesa twierdził, że najpierw powstaje społeczeństwo naturalne, następnie dochodzi do zawarcia umowy społecznej, tworzącej społeczeństwo, a dopiero na samym końcu kształtuje się mowa i język. Poglądy zbliżone do Jamesa Burnetta głosił Jean-Jacques Rousseau, jednak w przeciwieństwie od Burnetta twierdził, że Orang-Outangi są istotami samotniczymi.
Głosił, że niektóre języki tubylcze Ameryki Północnej były zrozumiałe dla użytkowników gaelickiego szkockiego i baskijskiego. W odróżnieniu od Henry’ego Home’a, lorda Kamesa uważał Indian amerykańskich za istoty w pełni ludzkie.
Uchodził za ekscentryka. Jego wypowiedzi i dziwactwa stały się legendarne za jego życia.
Tytuł Lorda Monboddo przyjął w 1767 roku.